# Peter Sarsgaard
John Peter Sarsgaard (Belleville, 7 maart 1971) is een Amerikaans filmacteur. Hij werd voor zijn bijrol in Shattered Glass genomineerd voor een Golden Globe. Meer dan tien andere filmprijzen werden hem daadwerkelijk toegekend, voornamelijk uitgereikt door verschillende filmfestivals en regionale verenigingen van filmcritici.
Sarsgaard maakte zijn filmdebuut met een bescheiden rol in Dead Man Walking in 1995. Hij speelt zowel sympathieke personages (zoals in Year of the Dog) als uiterst kwaadaardige (zoals in Boys Don't Cry).
Sarsgaard trouwde in mei 2009 met actrice Maggie Gyllenhaal, met wie hij in 2006 een dochter kreeg. In 2012 kregen ze een tweede dochter. Hij speelde samen met haar broer Jake Gyllenhaal in de films Jarhead en Rendition.

## Filmografie
- Memory (2023)
- The Batman (2022)
- The Lost Daughter (2021)
- The Survivor (2021)
- Best Summer Ever (2020)
- Human Capital (2019)
- Mr. Jones (2019)
- The Sound of Silence (2019)
- Between Earth and Sky (2018)
- Loving Pablo (2017)
- The Magnificent Seven (2016)
- Jackie (2016)
- Black Mass (2015)
- Experimenter (2015)
- Pawn Sacrifice (2014)
- Very Good Girls (2013)
- Night Moves (2013)
- Blue Jasmine (2013)
- Lovelace (2013)
- Robot and Frank (2012, stem van Robot)
- Green Lantern (2011)
- Knight and Day (2010)
- Orphan (2009)
- In the Electric Mist (2009)
- An Education (2009)
- Elegy (2008)
- The Mysteries of Pittsburgh (2008)
- Rendition (2007)
- Year of the Dog (2007)
- High Falls (2007)
- Jarhead (2005)
- Flightplan (2005)
- The Skeleton Key 2005)
- The Dying Gaul (2005)
- Kinsey (2004)
- Garden State (2004)
- Shattered Glass 2003)
- Death of a Dynasty (2003)
- Unconditional Love (2002)
- K-19: The Widowmaker (2002)
- The Salton Sea (2002)
- Empire (2002)
- Bacon Wagon (2001)
- The Center of the World (2001)
- Housebound (2000)
- The Cell (2000)
- Boys Don't Cry (1999)
- Freak City (1999, televisiefilm)
- Desert Blue (1998)
- Another Day in Paradise (1998)
- The Man in the Iron Mask (1998)
- Minor Details (1998)
- SUBWAYStories: Tales from the Underground (1997, televisiefilm)
- Dead Man Walking (1995)

- Bibsys: 4079173
- Biblioteca Nacional de España: XX1660496
- Bibliothèque nationale de France: cb142244863 (data)
- Catàleg d'autoritats de noms i títols de Catalunya: 981058526011206706
- CiNii: DA17210063
- Gemeinsame Normdatei: 138203385
- International Standard Name Identifier: 0000 0001 1075 1594
- Library of Congress Control Number: no00051499
- MusicBrainz: 88cf4217-c3d3-4a7e-814b-6dc31b5acbe6
- Nationale Bibliotheek van Tsjechië: xx0042001
- Nationale bibliotheek van Australië: 42358724
- Nationale Bibliotheek van Israël: 987007429388705171
- Nationale Bibliotheek van Polen: a0000001771442
- Nederlandse Thesaurus van Auteursnamen: 239394577
- Réseau des bibliothèques de Suisse occidentale: 02-A009454810
- Système universitaire de documentation: 083830588
- Virtual International Authority File: 85564850
- WorldCat: E39PBJm9f7Kvtr7c6Y4tx4pwYP